# Colli del Tronto
Colli del Tronto település Olaszországban, Marche régióban, Ascoli Piceno megyében. Lakosainak száma 3653 fő (2023. január 1.). Colli del Tronto Ascoli Piceno, Castorano, Spinetoli és Ancarano községekkel határos.

## Népesség
A település lakossága az elmúlt években az alábbi módon változott:
| Lakosok száma | 3669 | 3696 | 3653 |
|               | 2017 | 2018 | 2023 |